# 2089 Сетасея
2089 Сетасея (2089 Cetacea) — астероїд головного поясу, відкритий 9 листопада 1977 року.
Тіссеранів параметр щодо Юпітера — 3,382.